# Atletica leggera ai Giochi della XXVII Olimpiade - 400 metri piani femminili

Video della Finale

I 400 metri piani hanno fatto parte del programma di atletica leggera femminile ai Giochi della XXVII Olimpiade. La competizione si è svolta nei giorni 22-24 settembre 2000 allo Stadio Olimpico di Sydney.

## Presenze ed assenze delle campionesse in carica
| Competizione         | Atleta             | Prestazione | Sydney 2000 |
| -------------------- | ------------------ | ----------- | ----------- |
| Olimpiadi 1996       | Marie-José Pérec   | 48”25       | Presente    |
| Commonwealth 1998    | Sandie Richards    | 50”17       | Presente    |
| Goodwill Games 1998  | Falilat Ogunkoya   | 49”89       | Presente    |
| Europei 1998         | Grit Breuer        | 49”93       | Infortunata |
| Coppa del mondo 1998 | Falilat Ogunkoya   | 49”52       | Presente    |
| Asiatici 1998        | Damayanthi Dharsha | 51”57       | Presente    |
| Panamericani 1999    | Ana Guevara        | 50”91       | Presente    |
| Africani 1999        | Falilat Ogunkoya   | 50”02       | Presente    |
| Mondiali 1999        | Cathy Freeman      | 49”67       | Presente    |
|                      |                    |             |             |
| Mondiali junior 1996 | Andreea Barlacu    | 52”32       | Non selez.  |

1. ↑  Sotto la bandiera della Nigeria.

## La gara
Il giorno delle batterie Marie-José Perec, campionessa in carica, non si presenta ai blocchi. Il giorno dopo lascia il Villaggio olimpico. I Giochi perdono una delle protagoniste più attese.

La prima semifinale è vinta da Lorraine Graham (50"28);  Cathy Freeman vince la seconda semifinale (50"01) su Ana Guevara (50"11).
La Freeman, atleta di casa, è la grande favorita per il titolo.

In finale non delude le attese: all'inizio del rettilineo d'arrivo Lorraine Graham è leggermente più avanti; la Freeman stringe i denti, la rimonta e va a vincere.
Quattro delle cinque atlete dietro la Freeman hanno stabilito il record personale.

Per la prima volta dal 1964 nessun'atleta degli USA ha partecipato alla finale.

## Risultati

### Turni eliminatori
| 8 Batterie         | 22 settembre | 59 partenti   | Si qualificano le prime 3 +gli 8 migliori tempi. |
| 4 Quarti di finale | 23 settembre | 8 + 8 + 8 + 8 | Si qualificano le prime 4.                       |
| 2 Semifinali       | 24 settembre | 8 + 8         | Si qualificano le prime 4.                       |
| Finale             | 25 settembre | 8 concorrenti |                                                  |

### Finale
Stadio Olimpico, lunedì 25 settembre, ore 20:10.
| Pos | Paese         | Atleta           | Tempo |
| --- | ------------- | ---------------- | ----- |
|     | Australia     | Cathy Freeman    | 49"11 |
|     | Giamaica      | Lorraine Graham  | 49"58 |
|     | Gran Bretagna | Katharine Merry  | 49"72 |
| 4   | Gran Bretagna | Donna Fraser     | 49"79 |
| 5   | Messico       | Ana Guevara      | 49"96 |
| 6   | Sudafrica     | Heide Seyerling  | 50"05 |
| 7   | Nigeria       | Falilat Ogunkoya | 50"12 |
| 8   | Russia        | Olga Kotljarova  | 51"04 |